# A kis Marat
A kis Marat (olaszul Il piccolo Marat) Pietro Mascagni négyfelvonásos operája. A mű librettóját Giovanni Targioni-Tozzetti és Gioacchino Forzano írták. 1921. május 2-án mutatták be a római Teatro Costanziban. Magyarországon először 1924. május 14-én játszották a Szegedi Nemzeti Színházban.

## A mű keletkezésének története
Az első világháborút követő olasz gazdasági és politikai élet háború miatti gyors romlása a háború következményeként arra ösztönözte Mascagnit, hogy egy forradalmi témájú műben valljon igazság- és szabadságeszméjéről. Noha az ötlet már a háború kitörésekor megfogalmazódott benne, a szikrát Gioacchino Forzano librettója adta, amelyet Robespierre élete ihletett. Ezt a librettót nem tartotta vonzónak, viszont komolyan gondolkodott egy, a nagy francia forradalomból ihletett mű megírásán. Forzano ekkor egy újabb librettóvázlatot mutatott neki Louis Gosselin Les Noyades de Nantes (Nantes elsüllyedése) és Victor Martin Sous la terreur (Félelem alatt) című művei alapján. A mű A kis Marat címet viselte. 1919 áprilisában Mascagni Rómába utazott és hozzálátott a komponáláshoz. Júniusban megszakította munkáját és Livornóba utazott, mert elvállalta az operai szezon vezénylését. Ezt követően ismét hozzálátott A kis Marat komponálásához, a munka azonban nem ment zökkenőmentesen, hiszen magánéleti válságba került: szeretője, Anna Lolli el akarta hagyni. Bánatában Mascagni A kis Marat komponálásába temetkezett. 1920 januárjában készen állt A kis Marat első és harmadik felvonása. A második felvonáson dolgozott Forzanóval, amikor Puccini Torinóba hívta a librettistát az Il trittico bemutatójára. Mascagni úgy érezte, hogy Forzano cserben hagyta őt, ezért felkérte Targioni-Tozzettit, hogy segítsen befejezni a művet. A politikai helyzet normalizálódásával 1921. május 2-án a római Teatro Costanziban bemutatták A kis Marat-t. A bemutató hatalmas siker volt, a kritikusok is kedvezően fogadták. Az operát hamarosan Olaszország más városaiban is bemutatták, de eljutott Európa és Dél-Amerika jelentős operaházaiba is. Hatalmas sikere ellenére azonban hamarosan lekerült repertoárról, mivel csak kevés énekes vállalta a nagyon nehéz és megerőltető főszerepeket.

## Szereplők
| Szereplő                                    | Hangfekvés   |
| ------------------------------------------- | ------------ |
| L’Orco, a forradalmi tanács elnöke          | basszus      |
| Mariella, az unokahúga                      | szoprán      |
| A kis Marat (Jean-Charles de Fleury herceg) | tenor        |
| Az anya                                     | mezzoszoprán |
| A katona                                    | bariton      |
| A besúgó                                    | bariton      |
| A tolvaj                                    | bariton      |
| A „tigris”                                  | basszus      |
| Az ács                                      | bariton      |
| A forradalmárok kapitánya                   | bariton      |
| Írnok                                       | bariton      |

## Cselekmény
- Helyszín: Párizs,
- Idő: a francia forradalom győzelme utáni időben.

### Első felvonás
A francia forradalom győzelme utáni időkben hatalmas a zűrzavar uralkodik, hiányzik az egységes rend, az áttekinthető irányítás, az utcát ellepő csőcseléket hangzatos jelszavakat hirdető helyi hatalmasságok vezénylik. Az arisztokrácia tagjai – és mindazok, akiket a forradalom ellenségének nyilvánítottak – vagy már sírba téve, vagy börtönökben sínylődnek sorsukra várva, vagy száműzetésbe menekültek, vagy rejtekhelyre húzódtak. Csak kevesen vannak, akik megpróbálnak szembeszállni, legalább saját hozzátartozóik életének megmentésére kísérletet téve. Ez utóbbiak egyike Jean-Charles de Fleury herceg, aki magát forradalmárnak álcázva, börtönbe zárt anyját szeretné kiszabadítani. Határozott fellépésével, szónoki képességeivel csakhamar tekintélyre tesz szert és „kis Marat”-ként kezdik emlegetni. Sikerül beférkőznie a forradalmi tanács helyi elnökének bizalmába is. Egy alkalommal, amikor az éhező és emiatt hangosan zúgolódó tömeg egy ennivalóval teli kosarat cipelő fiatal lányt vesz körül és rejtőzködő arisztokrata bújtatásával vádolva éppen meglincselni készül, határozott közbeavatkozása – a kosár szegényes tartalmának szétosztása – egy pillanat alatt lecsillapítja a hangoskodókat. A megmentéséért hálás szívvel köszönetet mondó lányról kiderül, hogy az elnök unokahúga, Mariella és éppen nagybátyjának vitt volna ennivalót. Megérkezik forradalmi katonái élén a nagy hatalmú elnök is, de már nem kell közbeavatkoznia. Félrehívja legbizalmasabb embereit, a besúgót, a „tigris” gúnynevű forradalmárt, a kapitányt és az ácsot, és sötét tervet készít elő. Tudja, hogy a forradalomnak még csak az első szakaszán vannak túl. Sok az éhes száj, de kevés a kenyér. Ki kell ezért üríteni a börtönöket – az odazártak vérpadra küldésével –, hogy újabb tömegeket juttathassanak falaik közé, mindenkit, aki megbízhatatlan, aki nem ért egyet a „forradalmi célokkal”. Azt tervezik, hogy egy hajó felgyújtásával álmerényletet hajtanak végre és ez majd okot szolgáltat az újabb tisztogatásra. Az ács azonban megretten a tervtől, mint mondja, végrehajtja a rászabott feladatot, de nem akarja ismerni a részleteket. Az elnök gyengének, a forradalom katonájához méltatlannak ítéli a férfit és példát akar statuálni. Parancsot ad letartóztatására. Börtönbe kerül ő is, mint a forradalom többi ellensége. Éppen elfognák, amikor előlép egy katona és a forradalom legfelső vezetésének üzenetére hivatkozva félrehívja az elnököt. Szemére veti, hogy önkényeskedő, hatalmaskodó intézkedéseivel aláássa a vezetők tekintélyét. Közbeavatkozása lehetővé teszi, hogy a figyelem elterelődjön az ácsról, akinek így sikerül kereket oldania. Kis Marat is felhasználja az alkalmat, hogy eltűnjön. Útja a börtönhöz vezet, ahol anyja is raboskodik és a börtönőr megtévesztésével sikerül néhány szót is váltaniuk.

### Második felvonás
Az elnök házában keresi föl az ács Mariellát, közbenjárását kérve nagybátyjánál, hogy mentesüljön a várható bebörtönzéstől. Elmondja, hogy kislánykora óta ismeri őt, egykor sokat dédelgette az ölében. Az első tartózkodó szavak után felbátorodva, együtt emlékeznek a régi, békés évekre, a karácsonyokra, a templomba járás szabadságára, a család és a családtagok szeretetére, tiszteletére, a virágzó parkokban játszó gyermekseregre, a vidám kirándulásokra és a boldogan összefonódó szerelmesekre. Visszaemlékezésüket kis Marat érkezése szakítja félbe. Megfeddi az ácsot, hogy a tilalmat megszegve, a régi ismeretséget kihasználva, otthonában kereste fel az elnököt, bocsánatát remélve. Mindazonáltal megígéri, hogy segít a büntetéstől való mentesülés kieszközlésében, ha ő is segít neki. Megegyeznek, hogy éjjel a folyóparton egy hajóval vár majd rá, s ha kis Marat a fedélzetén lesz, kapja meg az ács a büntetéstől mentesítő iratot. Rövidesen megérkezik az elnök, majd bizalmasai, foglyokat terelve be a házba, akiktől értékeik elvételével busás haszonhoz juthatnak. A foglyok egyike de Fleury hercegné. Bár megdöbben fia forradalmárok közötti megjelenésében, nem árulja el magát. Kis Marat-nak sikerül felébresztenie az elnök kapzsiságát, ez és a katona újbóli megjelenése átmenetileg megmenti e fogolycsoportot a vérpadtól, s egyelőre a ház pincéjébe zárják őket. Amikor Mariellával kettesben maradnak és a lány a foglyok kizsákmányolásával, aljas érdekeket szolgáló kémkedéssel vádolja meg, kis Marat felfedi igazi kilétét: az ifjú de Fleury herceg ő, s azért bújt a forradalmi jelmezbe, hogy kiszabadítsa anyját. Valóban a kém szerepét játssza, de soha, egyetlen embert sem juttatott hóhér kezére, sőt, ahol és akin tudott, mindig segített. Mariella boldogan öleli át és segítségét ígéri.

### Harmadik felvonás
Az elnök kissé sokat ivott az arisztokratáktól elkobzott és pincéjében jól elrejtett borból. Víziók gyötrik, mindenütt az általa vérpadra vagy börtönbe juttatottak képét látja maga előtt. Lázálmaiból kis Marat ébreszti, akinek sikerült időközben anyját kiszabadítania és Mariella segítségével a házból kijuttatnia. Az elnök a kezében van, egyedül, a cinkosai nyújtotta védelem nélkül, végre fejére olvashatja bűneit. Mielőtt azonban befejezhetné amit eltervezett, közben teljesen magához tért ellenfele egy észrevétlenül előrántott tőrrel megsebesíti. Most fordul a kocka, a lelepleződött herceg élete kerül veszélybe. Az elnök már-már célhoz ér, keze mind szorosabbra kulcsolódik kis Marat nyakán, az idejében érkező ács azonban fokosa egyetlen jól irányzott csapásával megöli. Az ács, Mariella, a herceg és anyja boldogan hajóznak a szabadság felé.

## Híres áriák, kórusművek
- Io non o fatto nulla - Mariella áriája (első felvonás)
- Da un tuo ricordo tanto salve - Marat áriája (első felvonás)
- Mariella! Chi é? - Mariella és az ács kettőse (második felvonás)
- Sei tu? Che cosa vieni a fare - Mariella és Marat szerelmi kettőse (második felvonás)
- Perché non sono stat io ferita - Mariella és Marat kettőse (harmadik felvonás)